# Balatonfűzfő
Balatonfűzfő é uma cidade da Hungria, situada no condado de Veszprém. Tem 9,25 km² de área e sua população em 2019 foi estimada em 4.262 habitantes.